# Esplantas-Vazeilles
Pour les articles homonymes, voir Vazeilles.
Esplantas-Vazeilles est une commune nouvelle française, située dans le département de la Haute-Loire en région Auvergne-Rhône-Alpes, créée le 1er janvier 2016.

## Géographie

### Localisation
Elle est située dans le sud-ouest de la Haute-Loire, entre les hauteurs de la Margeride et les gorges de l'Allier.
Elle est desservie par la D 585 (puis D 985), qui relie Saugues à Grandrieu.
| Grèzes       | Saugues             |        |
|              | Esplantas-Vazeilles |        |
| Chanaleilles |                     | Thoras |

### Hydrographie
Elle est parcourue par la Virlange et le Panis, affluents de l'Ance du Sud, puis de l'Allier.

### Climat
Pour des articles plus généraux, voir Climat d'Auvergne-Rhône-Alpes et Climat de la Haute-Loire.
En 2010, le climat de la commune est de type climat océanique altéré, selon une étude du Centre national de la recherche scientifique s'appuyant sur une série de données couvrant la période 1971-2000. En 2020, Météo-France publie une typologie des climats de la France métropolitaine dans laquelle la commune est exposée à un climat de montagne ou de marges de montagne et est dans la région climatique Sud-est du Massif Central, caractérisée par une pluviométrie annuelle de 1 000 à 1 500 mm, minimale en été, maximale en automne.
Pour la période 1971-2000, la température annuelle moyenne est de 7,4 °C, avec une amplitude thermique annuelle de 15,8 °C. Le cumul annuel moyen de précipitations est de 889 mm, avec 9,7 jours de précipitations en janvier et 7 jours en juillet. Pour la période 1991-2020, la température moyenne annuelle observée sur la station météorologique de Météo-France la plus proche, « Saugues-Sa », sur la commune de Saugues à 6 km à vol d'oiseau, est de 8,1 °C et le cumul annuel moyen de précipitations est de 785,1 mm,. Pour l'avenir, les paramètres climatiques de la commune estimés pour 2050 selon différents scénarios d'émission de gaz à effet de serre sont consultables sur un site dédié publié par Météo-France en novembre 2022.

## Urbanisme

### Typologie
Au 1er janvier 2024, Esplantas-Vazeilles est catégorisée commune rurale à habitat très dispersé, selon la nouvelle grille communale de densité à sept niveaux définie par l'Insee en 2022.
Elle est située hors unité urbaine et hors attraction des villes,.

### Occupation des sols
L'occupation des sols de la commune, telle qu'elle ressort de la base de données européenne d’occupation biophysique des sols Corine Land Cover (CLC), est marquée par l'importance des forêts et milieux semi-naturels (56,5 % en 2018), néanmoins en diminution par rapport à 1990 (57,6 %). La répartition détaillée en 2018 est la suivante : 
forêts (56,5 %), prairies (26,8 %), zones agricoles hétérogènes (16,8 %), milieux à végétation arbustive et/ou herbacée (4,9 %). L'évolution de l’occupation des sols de la commune et de ses infrastructures peut être observée sur les différentes représentations cartographiques du territoire : la carte de Cassini (XVIIIe siècle), la carte d'état-major (1820-1866) et les cartes ou photos aériennes de l'IGN pour la période actuelle (1950 à aujourd'hui).

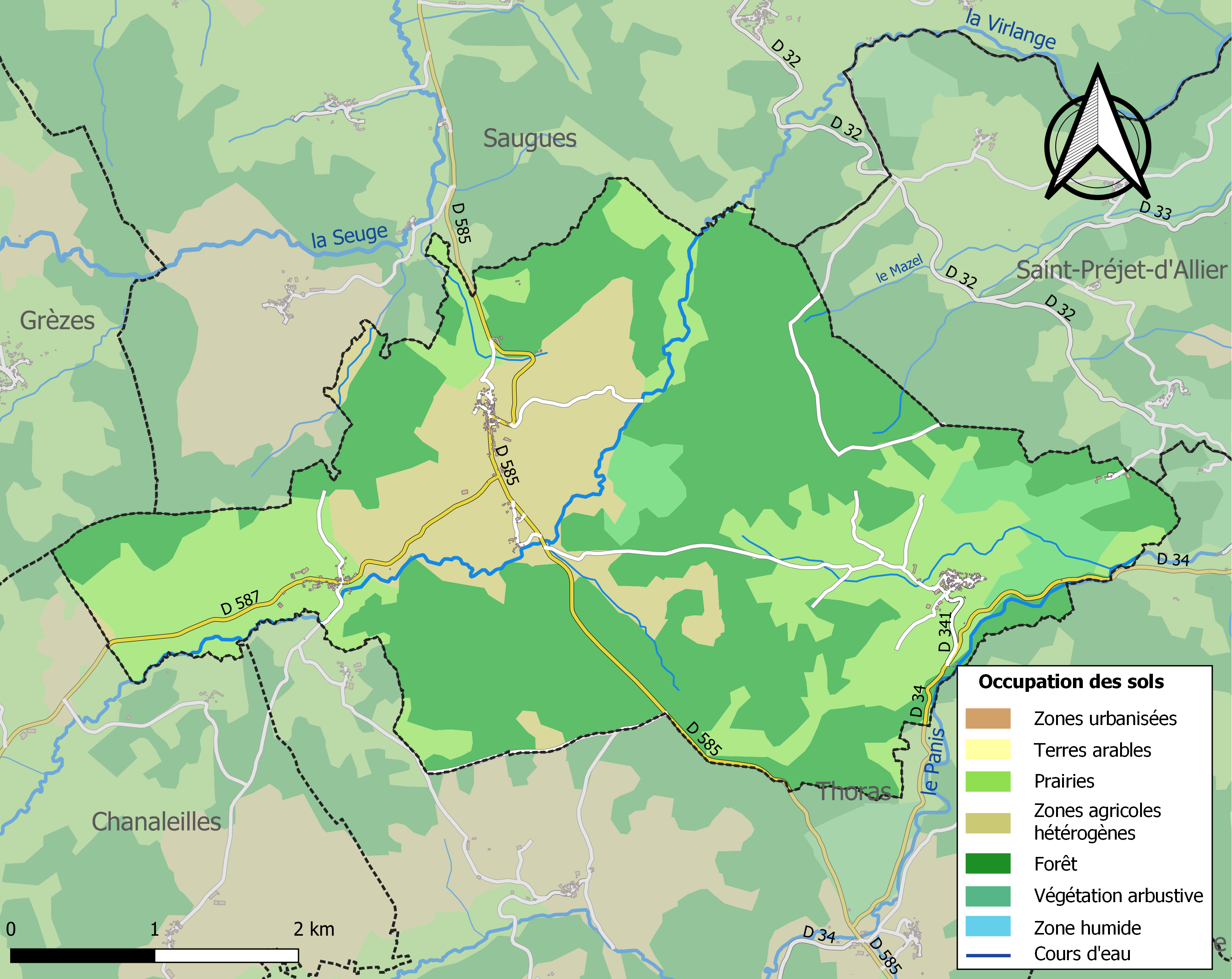
Carte des infrastructures et de l'occupation des sols de la commune en 2018 (CLC).
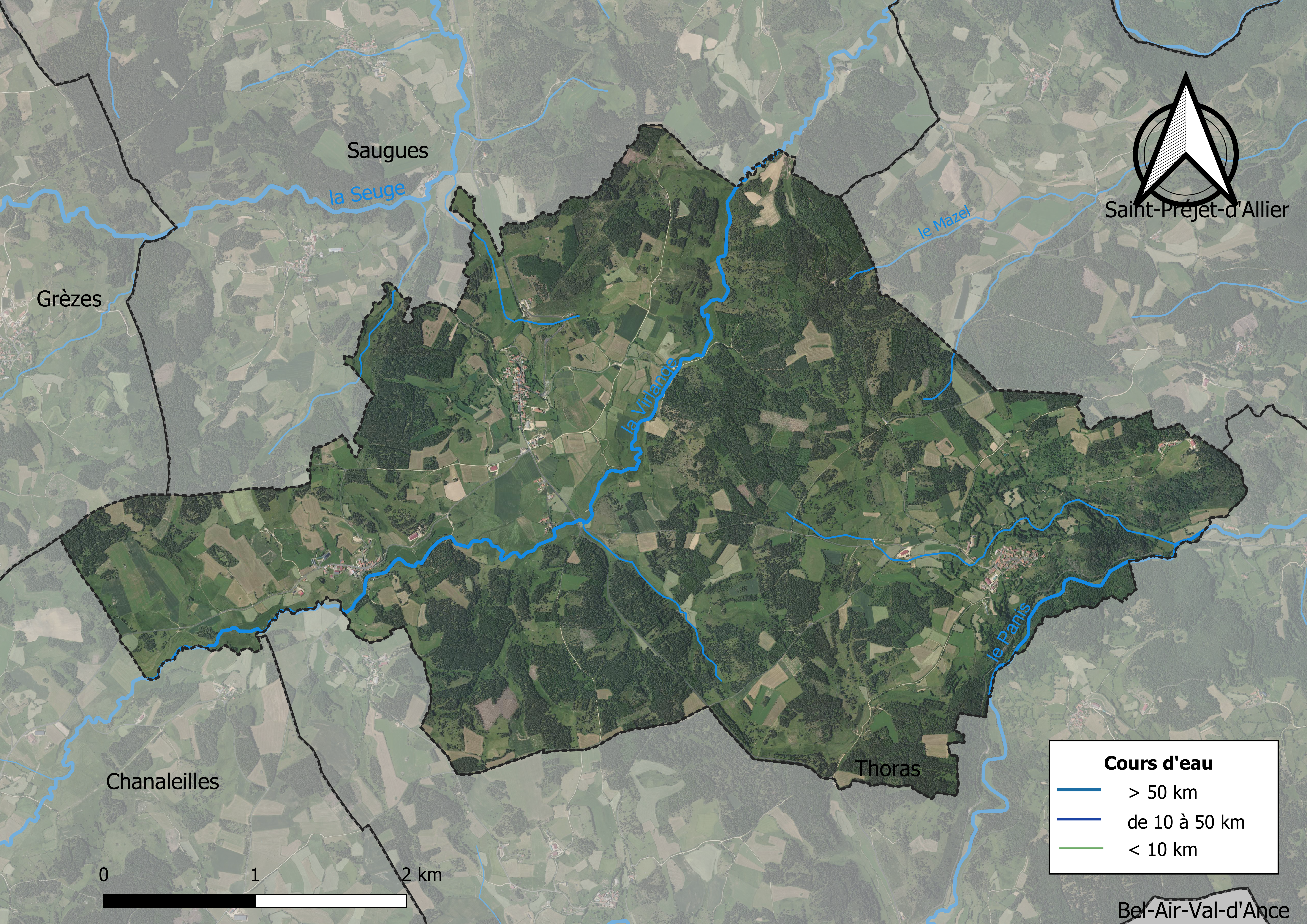
Carte orthophotographique de la commune.

### Habitat et logement
En 2018, le nombre total de logements dans la commune était de 153.
Parmi ces logements, 41,4 % étaient des résidences principales, 48,4 % des résidences secondaires et 10,2 % des logements vacants. Ces logements étaient pour 97,4 % d'entre eux des maisons individuelles et pour 0,6 % des appartements.
Le tableau ci-dessous présente la typologie des logements à Esplantas-Vazeilles en 2018 en comparaison avec celle de la Haute-Loire et de la France entière. Une caractéristique marquante du parc de logements est ainsi une proportion de résidences secondaires et logements occasionnels (48,4 %) supérieure à celle du département (16,1 %) et à celle de la France entière (9,7 %). Concernant le statut d'occupation de ces logements, 89,1 % des habitants de la commune sont propriétaires de leur logement, contre 70 % pour la Haute-Loire et 57,5 pour la France entière.
| Typologie                                               | Esplantas-Vazeilles | Haute-Loire | France entière |
| ------------------------------------------------------- | ------------------- | ----------- | -------------- |
| Résidences principales (en %)                           | 41,4                | 71,5        | 82,1           |
| Résidences secondaires et logements occasionnels (en %) | 48,4                | 16,1        | 9,7            |
| Logements vacants (en %)                                | 10,2                | 12,4        | 8,2            |

## Histoire
Créée par un arrêté préfectoral du 18 décembre 2015, elle est issue du regroupement des deux communes d'Esplantas et de Vazeilles-près-Saugues. Son chef-lieu est fixé à Esplantas tandis que Vazeilles-près-Saugues devient une commune déléguée.

## Politique et administration

### Élections municipales et communautaires

#### Élections de 2020
Le conseil municipal d'Esplantas-Vazeilles, commune de moins de 1 000 habitants, est élu au scrutin majoritaire plurinominal à deux tours avec candidatures isolées ou groupées et possibilité de panachage. Compte tenu de la population communale, le nombre de sièges à pourvoir lors des élections municipales de 2020 est de 15. La totalité des quinze candidats en lice est élue dès le premier tour, le 15 mars 2020, avec un taux de participation de 80,92 %.
Thierry Astruc, maire sortant, est réélu pour un nouveau mandat le 24 mai 2020.
Dans les communes de moins de 1 000 habitants, les conseillers communautaires sont désignés parmi les conseillers municipaux élus en suivant l’ordre du tableau (maire, adjoints puis conseillers municipaux) et dans la limite du nombre de sièges attribués à la commune au sein du conseil communautaire. Un siège est attribué à la commune au sein de la communauté de communes des Rives du Haut Allier.

#### Liste des maires
| Période      | Période  | Identité       | Étiquette | Qualité |
| ------------ | -------- | -------------- | --------- | ------- |
| janvier 2016 | En cours | Thierry Astruc |           |         |

Jusqu'aux prochaines élections municipales de 2020, le conseil municipal de la nouvelle commune est constitué de l'ensemble des conseillers municipaux des anciennes communes. Les maires des communes historiques deviennent maires délégués de chacune d'elles.

### Communes fondatrices
| Nom                    | Code Insee | Intercommunalité      | Superficie (km2) | Population (dernière pop. légale) | Densité (hab./km2) |
| ---------------------- | ---------- | --------------------- | ---------------- | --------------------------------- | ------------------ |
| Esplantas (siège)      | 43090      | CC du Pays de Saugues | 10,40            | 98 (2013)                         | 9,4                |
| Vazeilles-près-Saugues | 43255      | CC du Pays de Saugues | 6,73             | 39 (2013)                         | 5,8                |

## Population et société

### Démographie

#### Évolution démographique
À sa création, la commune compte 137 habitants, par addition des données de population légale publiées par l'Insee d'Esplantas (98 hab.) et de Vazeilles-près-Saugues (39 hab.), pour l'année 2013.
L'évolution du nombre d'habitants est connue à travers les recensements de la population effectués dans la commune depuis sa création.

En 2022, la commune comptait 127 habitants, en évolution de −0,78 % par rapport à 2016 (Haute-Loire : +0,36 %, France hors Mayotte : +2,11 %).
| 2014 | 2015 | 2020 | 2022 |
| ---- | ---- | ---- | ---- |
| 134  | 131  | 127  | 127  |

#### Pyramide des âges
La population de la commune est relativement âgée.
En 2018, le taux de personnes d'un âge inférieur à 30 ans s'élève à 25,2 %, soit en dessous de la moyenne départementale (31 %). À l'inverse, le taux de personnes d'âge supérieur à 60 ans est de 38,6 % la même année, alors qu'il est de 31,1 % au niveau départemental.
En 2018, la commune comptait 57 hommes pour 69 femmes, soit un taux de 54,76 % de femmes, largement supérieur au taux départemental (50,87 %).
Les pyramides des âges de la commune et du département s'établissent comme suit.
| Hommes | Classe d’âge | Femmes |
| ------ | ------------ | ------ |
| 1,8    | 90 ou +      | 1,4    |
| 8,8    | 75-89 ans    | 12,9   |
| 28,1   | 60-74 ans    | 24,3   |
| 28,1   | 45-59 ans    | 15,7   |
| 17,5   | 30-44 ans    | 12,9   |
| 10,5   | 15-29 ans    | 12,9   |
| 5,3    | 0-14 ans     | 20,0   |

| Hommes | Classe d’âge | Femmes |
| ------ | ------------ | ------ |
| 0,9    | 90 ou +      | 2,5    |
| 8,4    | 75-89 ans    | 11,7   |
| 20,4   | 60-74 ans    | 20,5   |
| 21,3   | 45-59 ans    | 20,3   |
| 16,8   | 30-44 ans    | 16,3   |
| 15,2   | 15-29 ans    | 13,2   |
| 17     | 0-14 ans     | 15,6   |

## Culture locale et patrimoine

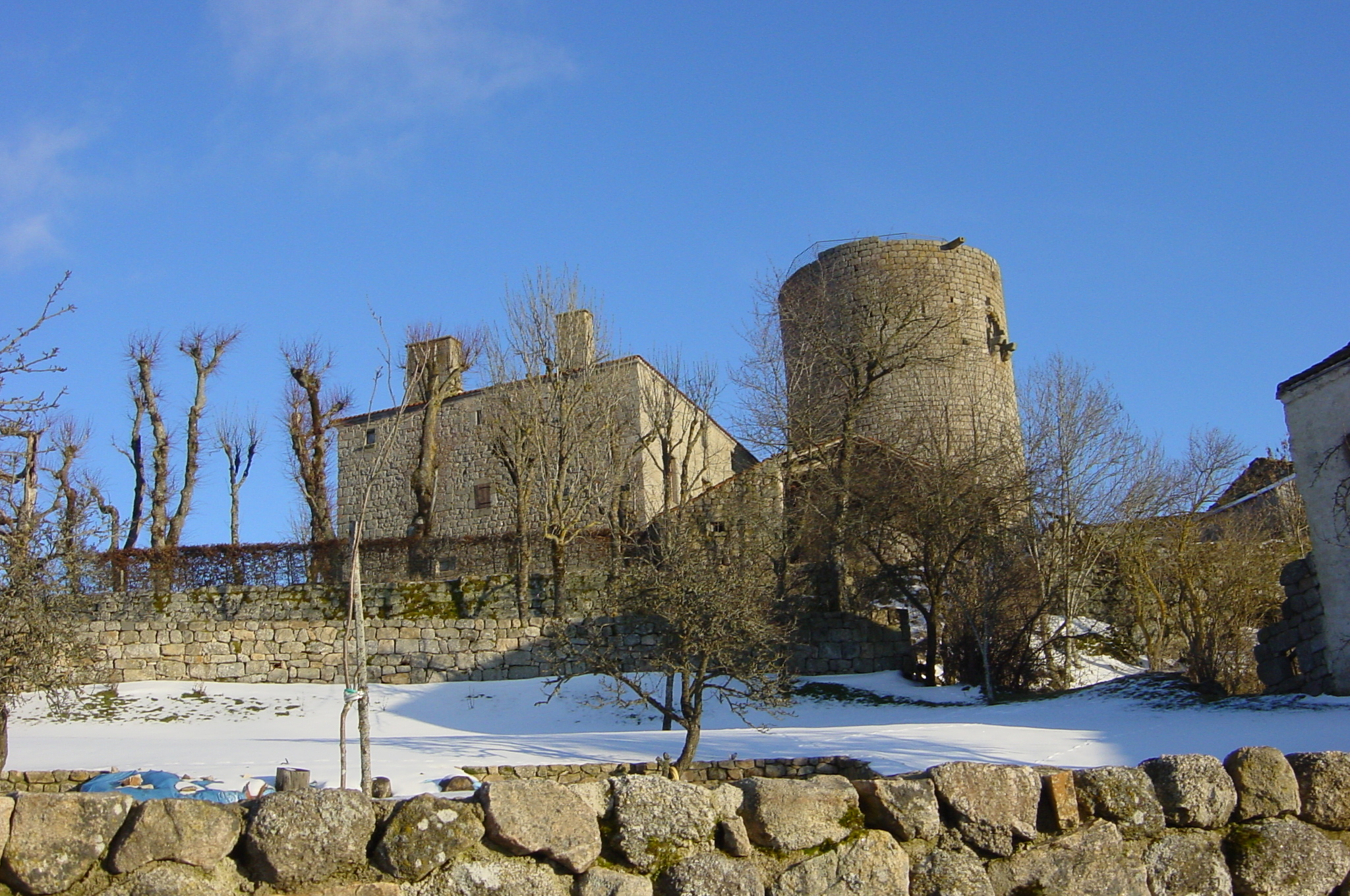
Le château d'Esplantas.

### Lieux et monuments
- Château fort d'Esplantas, inscrit au titre des monuments historiques par arrêté du 14 juin 2002[22],[23].